# 大阪女学院大学
大阪女学院大学（おおさかじょがくいんだいがく、英語: Osaka Jogakuin University）は、大阪市中央区玉造2-26-54に本部を置く日本の私立大学。1884年創立、2004年大学設置。

## 概観
学校法人大阪女学院（前身：ウヰルミナ女学校）は、1884年（明治17年）の創設以来、キリスト教教育を基盤に、初期の頃校長に就任したA.モルガンの残したことば、すなわち「すべてに於いて私たちが目指すことは、なんらかの方法で働く義務を悟り、正直に仕事をすることを誇りとし、日常生活の雑事を越えて、物事を見抜く力のある人間を形成する」ことを建学の目的に掲げ、125 年に及ぶ日本の女性教育に取り組んできた。高等教育の分野では、1968年（昭和43年）に短期大学(英語科)を創設し、以来、英語教育と教養教育を統合する先進的なカリキュラムを構築してきた。その結果、学生の自己認識、社会認識を育てるとともに、社会に積極的に関わる意欲を喚起するなど、大学における新しい英語教育、教養教育の展開モデルとして大きな成果を挙げ、今日では一定の評価を得るに至っている。長く志した大学（国際・英語学部）の開設は、大学設置をめぐる国の規制が緩和された2004年（平成16年）にようやく実現をみる。根幹に据える「ミッション・ステートメント」のもと、教育の柱として重視するキリスト教教育、人権教育、英語教育と、専門的な職能にかかわる教育によって「新しい世代の女性がさらに自己の存在に目覚め、21 世紀の人類社会が抱える諸課題の解決に、すぐれた英語運用力と専門的能力を駆使しつつ積極的にコミットする、そのようなリーダーシップの担い手として成長する」ことを目標にした教育を展開している。

## 建学の精神（校訓・理念・学是）

### ミッションステートメント
本学は、キリスト教に基づく教育共同体である。
その目指すところは、真理を探求し、自己と他者との尊厳に目覚め、
確かな知識と豊かな感受性に裏付けられた洞察力を備え、
社会に積極的に関わる人間の形成にある。
This school is an educational community based on Christianity. Our aim is to raise up persons who search for truth, respect themselves and others, have the power of insight supported by accurate knowledge and rich sensitivity, and participate actively in society.

### ウヰルミナ女学校の目的
1893年より通算18年間、ウヰルミナ女学校の校長を務めたモルガンは、ウヰルミナ女学校の目的を次のように記している。「ミッションスクールの目的は、教育だけでなく、キリスト教教育です。これら二つの言葉が結ばれて、一つの理念になったものです。このような成果は、官立学校では得られません。・・・・・私たちの学校には、役に立つ訓練を、キリスト教の雰囲気と環境の中で与えることのできる教師がいます。すべてにおいて、私たちが目指すことは、なんらかの方法で働く義務を悟り、正直に仕事をすることを誇りとし、日常生活の雑事を越えて、物事を見抜く力のある人間を形成することです」。

## 沿革

### 略歴
1884年（明治17年）1月7日、米国カンバーランド長老教会外国宣教局のミッションスクールとして創設された。創設者は外国宣教局の教育事業責任者アレクサンダー・ヘール宣教師で、弟のジョン・バックスター・ヘール宣教師と協力して大阪市西区にあった旧川口居留地に開校した。その際に、最初の寄付をしたのが ウヰリアム・サウンダース（William Saunders） と、その妻 アーミナ（Ermina）であったことから、William と Ermina の名前を使って、Wilmina （ウヰルミナ）と名付けられた。
1886年（明治19年）9月初旬「大阪一致女学校」開校。大阪女学院のいまひとつのルーツである大阪一致女学校が、米国北長老教会宣教局のミッションスクールとして、教育宣教師のA.E.ガーヴィン（Ann E.Garvin）校長を創設者として、旧川口居留地の宣教師館で開校した。校名は、宣教局が大阪で創設した教会を一致教会と称したので、「大阪一致女学校」と名付けられた。翌1887年（明治20年）1月に西区土佐堀3丁目の旅館を借り、改装してそこに移転し、さらに1888年（明治21年）1月には西成郡清堀村に校舎を新築して移った。1892年（明治25年）4月 大阪一致女学校の校名を浪華女学校と改称。
1904年（明治37年）4月1日 ウヰルミナ女学校と浪華女学校が合併。同じ教育方針を持つ大阪の二つの学校を合併し、校名は「ウヰルミナ女学校」を継承、校地校舎は浪華女学校に統合した。
1939年（昭和14年）からの皇民化政策で、外国人の名前に由来する校名の変更が必至となり、校名を「大阪女学院高等女学部」と改称した。
1947年（昭和22年）4月 学制改革で「大阪女学院中学校」設置。
1948年（昭和23年）4月「大阪女学院高等学校」設置。
1968年（昭和43年）4月「大阪女学院短期大学 英語科」開学。英語科として第1期生を迎えてスタート。さらに、1972年（昭和47年）には、「大阪女学院短期大学英語専攻科」を設置した。
2003年（平成15年）秋、高等学校の英語教育の実績が認められ、文部科学省から、「スーパー・イングリッシュ・ランゲージ・ハイスクール（Super English Language High School = SELHi）」に指定される。
2004年（平成16年）4月 「大阪女学院大学 国際・英語学部」を開学した。第1期生を迎えてスタート。
2009年（平成21年）4月 「大阪女学院大学大学院 21世紀国際共生研究科」開設。平和・人権システム専攻博士前期・後期課程を同時開設。

### 年表
- 1884年1月 ウヰルミナ女学校（維耳美那女学校）を開校。
- 1886年9月 大阪一致女学校開校。
- 1892年4月 大阪一致女学校の校名を浪華女学校と改称。
- 1904年4月 ウヰルミナ女学校と浪華女学校が含併。キャンパスは浪華女学校に統一され、学校名はウヰルミナ女学校となった。
- 1939年 学校名を大阪女学院高等女学部に改称。
- 1947年4月 学制改革で「大阪女学院中学校」を設置
- 1948年4月「大阪女学院高等学校」を設置
- 1968年4月 大阪女学院短期大学開学。英語科を設置。
- 1972年4月 大阪女学院短期大学専攻科を設置。
- 2003年 短期大学 文部科学省による第1回「特色ある大学教育支援プログラム（GP＝Good Practice）に選定された
- 2003年 高等学校、文部科学省主導のプロジェクト「スーパー・イングリッシュ・ランゲージ・ハイスクール」に指定される。
- 2004年4月 大阪女学院大学開学。国際・英語学部を設置。
- 2005年3月 短期大学基準協会による第三者評価結果、「適格」と認められた。
- 2009年4月 大阪女学院大学大学院（21世紀国際共生研究科＜博士前期・後期課程＞）を設置。
- 2011年3月 独立行政法人大学評価・学位授与機構が行う大学機関別認証評価を受け、2011年3月25日、「大阪女学院大学は、大学評価・学位授与機構が定める大学評価基準を満たしている。」との評価を受ける。

## 基礎データ

### 所在地
- 大阪府大阪市中央区玉造2丁目26番54号

### 交通アクセス
- JR大阪環状線 玉造駅下車、西へ徒歩約700m
- 地下鉄長堀鶴見緑地線 玉造駅下車、1号出口より西へ徒歩約300m

## 教育および研究
大阪女学院大学は、国際・英語学部 国際・英語学科としてディプロマ 学士（国際・英語）の授与を基礎とする学士課程教育により、目的の実現を期している。開設の目的は前項（「大学の現況及び特徴」）にも記したように、これからの新しい世代の女性が自己の存在に目覚め、すぐれた英語運用力と専門的能力を身につけ、多くの人々と協働して21世紀の国際社会や地域社会が抱えるさまざまな課題の解決に積極的にコミットすること、そのような意志とリーダーシップを身につけた女性を社会の担い手として学院から世界に送り出すこと、にある。その根底には学院創立者A.D.ヘール宣教師をはじめ、創設期の指導者たちが追い求めた建学の精神と、本学が教育課程の基礎として掲げる全人形成、それを内外に表明する「ミッション・ステートメント」がある。

### 大阪女学院の教育
大阪女学院のミッションステートメントはその冒頭に、「本学はキリスト教に基づく教育共同体である」と記されている。「キリスト教に基づく」とは、聖書が示す人間観に基づく、と言い直すことができる。J・Bヘール宣教師は、「日本人が今まで教えられてきた哲学には、独立した単位としての“人格”という概念はない」と、本国に書き送っている。当時、単位と言えば家であり、藩であり、国であり、人間はそれらに属するものとされていた。一人ひとりが神によって造られたかけがえのない尊い存在であって、自ら選び、自ら行動し、自ら責任を引き受ける、まことの自由をもった人格としての存在であるとする観念は、当時の日本人には理解しがたいものだったのだ。創設者の課題は時代への挑戦であり、意識革命であった。それはある意味では今も続いている。
大阪女学院の教育は、人格的存在としての人間形成を目標としている。もとより、あれができ、これができ、役割が果たせる人間、いわゆる機能的存在としての人材の育成は、一般的には大学の重要な使命であろうが、それとともに人格的存在としての人間形成に深く意を用いているところに、大阪女学院の際立つ特徴がある。開校以来、大阪女学院では宣教師が校長を務めていたが、最初の日本人校長・森田金之助にまつわるエピソードは、そのあたりの事情をよく物語っている。あるとき、生徒の一人が問題を起こした。その公表のしかたによっては、生徒の名誉か、学校の名誉かが著しく損なわれる事件であった。どう扱うかと思案する関係者に、森田は毅然として言い渡したという。「生徒の名誉か、学校の名誉か、そのどちらかを選ばなければならないときは、躊躇することなく生徒の名誉を尊重しなさい」。神によって一人の人間に与えられた生命、身体、自由、名誉を徹底して尊重する信念の表れにほかならない。
教育共同体とは、共同して教育に当たるという意味と同時に、学生・生徒・教職員、関わる者すべてが互いに出会いを経験し、共に学び、共に育ち、共に生きていくという意味を色濃く含んでいる。関わる者すべてが、共に学び合う協力態勢をさし、かけがえのない私、同じようにかけがえのない存在としての他者、互いに相手を手段としない、このような理解は愛の関わりの中で実現される、という聖書の教えを基本としている。人間覚醒は自己への目覚めであり、同時に、他者、人間をめぐる環境、歴史的社会環境への目覚めでもある。そして、深いところでの人間の解き難い問題性に気づくことを教育の中心においている。

### 英語教育
英語教育においては、グローバルなレベルでのコミュニケーション能力の獲得が一貫している。1・2年次は教養教育と統合し、英語を「読む、聴く、書く、話す」四技能を統合した課程で、トピックとしての「平和の追求」「科学と宗教」「現代と人権」「生命の危機」の各コンテンツと、エッセイの論理展開法を英語で学び、さらに、英語でのディスカッション能力、プレゼンテーション能力、リサーチペーパー作成能力を向上させることに力点が置かれている。英語と日本語によるスキーマを増大させながら、さらに、興味、関心のある専門領域について深く学ぶことのできる基礎知識や研究方法を身につけるとともに、21世紀に人類
が遭遇するさまざまな問題の根底に潜む構造に目を開き、新しい世代としての可能性と使命に目覚め、世界に開かれた視点から異文化を受容する態度を養う。
特に、英語運用能力の獲得のために「English for Academic Purposes」を展開し、英語を学ぶことと、英語で学ぶことを一体化させていることに特色がある。ここでは、資料を読む、講義を聴く、資料や講義の内容に基づくディスカッションを行う、その内容に関する自分の考えを文章で表現する、という一連の活動を英語で行うことができる能力を育てることが目標である。
3・4年次にはさらに英語教育と専門教育を統合させ、すぐれた語学力と専門知識を駆使して21世紀社会の抱える課題に積極的にコミットできる力とリーダーシップを身につける。このため、大学における専門領域での英語運用能力の習得を目標とする「English for Academic Purposes」と、専門職業において必要とされる語学力の修得を目標とする「English for Professional Purposes」を組み合わせた学習成果を生み出すことが目的となっている。英語で行われる専門領域での内容理解、上級ディスカッション能力、プレゼンテーション能力に加え、論文作成能力を獲得すること、専門領域の資料を読む、講義を聴く、資料や講義の内容に基づくディスカッションを行う、調査・研究したものを発表し、論文にまとめることができるようになることが求められる。
他にも、1）じぶんの生きる根拠をより明確にし、アイデンティティを確立するとともに、2）平和、人権、環境、多文化共生など、21世紀の人類社会が抱える諸課題を学び、世界の人びとと認識を共有し、3）国際的専門職業人として社会に積極的に関わることのできる力とリーダーシップを身につけるための教育がなされている。特に教養教育を中心とし、その過程において課題の発見・解決、目的の選択、方向の転換などを可能にする思考力や理解力、創造力をもたらす教育がなされている。国際・英語学部では、これら高等教育の普遍的な目標を実現するため、言語の枠を越えて、教養教育、専門教育、そして英語教育の統合を図るカリキュラムをつくり上げている。核となる英語教育においては、グローバルなレベルでの英語のコミュニケーション能力の獲得を可能にするため、1）英語によるコンテンツベースの授業展開、2）少ない人数による習熟度別クラス展開、3）授業サポートのためのセンターの常設、4）英語スキル目標達成のための英語診断テストに基づく補完教育、5）IT化された授業体制、6）セメスタ留学、の充実が図られている。
- 教育の特色として学部名にあるような「高度な英語運用力の育成」があげられる
- 以下は英語スキルの達成目標である
  - 2年次修了までの目標として、TOEIC 700点 または、CBTOEFL 200(TOEFL 533)点
  - 4年次修了までの目標として、TOEIC 800点またはCBTOEFL 230(TOEFL 570)点

- 現状：大学3年生の全学生の平均（TOEIC630点）

### 人権教育
国際社会が共有する普遍的価値としての人権の大切さに目覚めることを、教育の重要な柱として構成している。世界の異なる文化、その中で生きる人びとと関わることを目指す上では、自他の置かれている状況、偏見や差別の実態、その社会構造や歴史的背景を認識することは欠かすことができないという点にその姿勢が形成されている。社会、文化、歴史の諸現象を読み解く視点としての人権に関する認識力を高め、多くの差別や抑圧は社会の構造と価値観のあり方に深く結びついていることを学び、鋭敏な人権感覚をもち、共生を真に可能にする、そのような意欲と態度を育てる教育を目指している。特にこれから他の文化と接触し、その中で生きる人たちと関わることを専一にする上では、他者、わけても世界の人たちに関わるという姿勢が、一人ひとりの基本的な姿勢となる。そして、その関わりも通りいっぺんのものではなく、真に意味のあるものにしようとすれば、双方のおかれている状況や、抱えている問題についての認識が必要となってくる。それらの問題の中で、とりわけ基本的な問題のひとつが人権問題である。世界中に存在するさまざまな人権問題を素通りしては、外国の人びとと真の交流はできない。また、日本国内の人権問題についても諸外国から鋭い注目が集められている今日、この問題について、何も考えていないということであれば、同様に意味ある出会いが実現できないことは明らかである。このような上記の視点に立ち、大学では、開学6年目の1973年に実施した人権に関する講座を出発点として、その後、学習の場を可能な限り多く設けるように努めている。社会が多文化化しつつある今日、どのように異なりを越えて他者とのゆたかなつながりを共創していくか、また自己実現を可能にしていくか。差別の実態や社会構造を学ぶとともに、"人権文化"の視点を取り入れながら、様々なテーマを設け開講している。

### キリスト教教育
すべての教育は人格形成が目的である。大阪女学院では創設以来、一貫してキリスト教の精神にもとつく人格形成をめざしてきている。キリスト教の精神にもとつく人格形成といっても、それはキリスト教信徒になることを求めるものではない。一人ひとりの学生が、自分自身の存在の究極的な価値に気づき、人間として自他の尊厳を自覚し、他者のために共に働くことができるような人間として成長し、社会に出ていくことができるように助力することを意味している。人間一人ひとりには自分に固有な、他の何をもってしても替えることのできないオリジナルな存在価値があること、つまり「何ができるか」ということで個人の値うちが決まるのではなく、存在そのものに価値があるということに、一人ひとりの学生が気づき、人間関係を見つめ直すための教育が成されている。真に人らしい生き方とは何かを真剣に考え、それにもとついて判断し、行動する。そのような人間性を培うために用意されるさまざまなキリスト教プログラムが、一人ひとりにとって生きる意味を問う機会となり、それらが将来に向けての「心の糧」となるように準備されている。学科目「聖書と世界I・II」(必修科目)の開講のほか、①チャペルアワー （毎日20分間）②特別プログラム（リトリート、春・秋の特別礼拝、チャペルコンサート、クリスマス・キャンドルライトサーヴィス、卒業礼拝）③クラブ活動（聖書研究会）等のプログラムや活動が行われている。

### 学部
- 国際・英語学部
  - 国際・英語学科
    - 国際・英語専攻　英語コミュニケーションコース、国際協力コース、ビジネスコース
    - Women's Global Leadership 専攻
    - 韓国語専攻
    - （2024年度入学生から）　
    - 国際・英語専攻　英語コミュニケーションコース、国際協力コース
    - Women's Global Leadership 専攻
    - 韓国語専攻

### 大学院
- 21世紀国際共生研究科
  - 平和・人権システム専攻 博士前期課程
  - 平和・人権システム専攻 博士後期課程

### 奨学金
- 大阪女学院独自の奨学金（給付）
  - 特別給付奨学金
  - 自宅通学圏外学生支援奨学金
  - 大阪女学院大学（同短期大学）グルーブ・ライダー・シオン奨学金
  - 大阪女学院大学（同短期大学）奨学金

- 大阪女学院独自の奨学金（貸与）
  - 大阪女学院大学貸与奨学金

- 日本学生支援機構奨学金（貸与）
  - 第一種奨学金（無利子）
  - 第二種奨学金（有利子）

- 学外奨学金（その他）
  - 小野奨学金（学内選考による推薦）
  - 東大阪奨学金
  - あしなが奨学金
  - 朝鮮奨学金

## キャンパス
- 国際・英語学部、短期大学英語科（大阪府大阪市中央区玉造2丁目26番54号）

JR大阪環状線「玉造」駅下車、徒歩約7分
地下鉄長堀鶴見緑地線「玉造」駅下車、1号出口、徒歩約3分
大阪環状線の中に位置しながら、キャンパス内は多くの緑に恵まれ「ウヰルミナの森」と呼ばれている。1992年、大阪府緑化施設景観賞（みどりの景観賞）を受賞。「校庭緑化のみにとどまらず地域における緑の景観にも寄与し、沿道緑化へ貢献しており、正門からの前庭や各建物間なども特色ある緑化がなされている」と評価を受けた。また、2007年には、大阪都市景観建築賞（まちなみ賞）特別賞を受賞。「長い歴史の中でキャンパスの整備が継続され、周辺の街並みと一体となって豊かな教育環境を形成している」と高く評価された。
125周年記念事業の一環で整備された正門南側の池には鯉や亀が生息し、2009年9月、せせらぎにゲンジボタルの幼虫500匹を放流。翌2010年夏、羽化した成虫が姿を現した。
ウィリアム・メレル・ヴォーリズ（William Merrell Vories）の設計監理により1951年に建設されたヘールチャペルは、2004年、適切な維持保全と優れた改修を行った建築物を表彰するBELCA賞（ロングライフ部門）を受賞している。

## 国際・学術交流等協定校
- アメリカ合衆国
  - Queens College
  - Bethel University
  - Northwestern College
  - University of Hawaii at Hilo
- 大韓民国
  - 韓南大学
  - 培花女子大学
  - 梨花女子大学（ソウル）
  - 韓国外国語大学
  - ソウル女子大学校
  - 富川大学校
  - 明知大学校
  - 建国大学校
- 香港
  - Hong Kong Baptist University（香港）
- 台湾
  - 元智大学（桃園市）
  - 長榮大学（台南市）
  - 実践大学（高雄市）
- オーストラリア
  - Deakin University（ビクトリア州）
- ニュージーランド
  - Lincoln University（クライストチャーチ）
- マレーシア
  - Universiti Teknologi MARA（セランゴール州）

## 公式サイト
- 大阪女学院大学